# Шрайбер, Берни
Бернард "Берни" Шрайбер (англ. Bernard "Bernie" Schreiber; 20 января 1959, Лос-Анджелес, Калифорния) — американский мототриалист, чемпион мира по мототриалу 1979 года, 4-кратный чемпион США.

## Спортивная карьера
Шрайбер родился в Лос-Анджелесе, Калифорния, а в 1967 году его родители перебрались в пригород, Ла Кресента-Монтроуз, где Берни увлёкся катанием на велосипеде по пересечённой местности. В 1968 году он прошёл курс обучения катанию на триальном мотоцикле; курс вёл известный испанский мотогонщик и триалист Пере Пи.
В 1971 году Шрайбер выиграл свою первую мотогонку в любительской категории 125 «кубиков» (Amateur 125) и в том же сезоне выиграл любительский чемпионат в младшей категории (Ultra Light Amateur). Годом позже он одержал победу в высшей категории чемпионата штата и познакомился с рядом известных в мире триала людей — владельцем компании Bultaco Франческо Булто, чемпионами мира Сэмми Миллером и Миком Эндрюсом. Компания Bultaco стала спонсором Шрайбера, и он выступал на мотоциклах этой марки вплоть до 1980 года, в том числе выиграв на Bultaco Чемпионат мира.
В 1974 году 15-летнему Шрайберу разрешили пройти вне зачёта трассу Гран-При США Чемпионата мира по триалу. Если бы его выступление входило в зачёт, он занял бы 7-е место в Гран-При. В качестве приза Шрайбер получил подарок — мотоцикл Bultaco. В 1975 году он впервые поехал в Европу и принял участие в нескольких этапах локальных чемпионатов.
В 1977 году, по исполнении 18 лет, Берни Шрайбер дебютировал в Чемпионате мира. В том же году он впервые поднялся на подиум этапа чемпионата, а год завершил 7-м в общем зачёте.
Зарекомендовав себя в качестве серьёзного спортсмена на местном уровне, в 1977 году он дебютировал на Чемпионате мира по мототриалу. В 1978 году он впервые стал чемпионом США, а заодно завоевал бронзу в мировых состязаниях.
В 1979 году Шрайбер стал первым американцем, завоевавший титул в Чемпионате мира по триалу, после чего ещё трижды (1980, 1982, 1983) становился вице-чемпионом мира. Интересно, что практически все чемпионаты Шрайбер очень слабо начинал, но сильно заканчивал. Сам он объяснял это тем, что привык к жаркому климату, в то время как чемпионаты стартовали в феврале, и выступать при низких, а порой и отрицательных температурах, ему было очень сложно.
В середине сезона 1980 года Берни Шрайбер сменил команду на Italjet (мотоцикл при этом фактически остался модифицированным Bultaco), а двумя годами позже — на SWM, за которую он выступал до 1985 года. Сезон 1985 года Шрайбер пропустил, занимаясь организацией триальной школы во Франции, затем провёл ещё два не очень успешных года в качестве действующего пилота, после чего завершил карьеру.

## Частная жизнь
У Берни Шрайбера две младшие сестры. В 1985 году Берни Шрайбер женился на Янник Бюрга, сестре Чемпиона мира по мототриалу 1981 года Жиля Бюрга, у них родилось две дочери, Джессика и Беверли. Позже он развёлся с Янник и женился повторно; от второй супруги, Кристины, у него в 2010 году родился сын Дэниэл.
После окончания триальной карьеры он работал менеджером по продажам в Европе мотоциклетных аксессуаров бренда Malcolm Smith, а затем, с 1999 по 2009 год, в компании Tissot, где он возглавил подразделение, занимающееся международными спонсорскими проектами. Благодаря этому Шрайбер — частый гость различных мотогонок, в том числе MotoGP. Позже Шрайбер получил, помимо американского, швейцарское гражданство и переехал в Цюрих; после Tissot он перешёл в качестве менеджера в другую часовую компанию, Omega, где в том числе занимался спонсорскими связями во время Олимпийских игр 2016 года. В настоящее время Шрайбер владеет собственной компанией ZeroBS MasterClass Experiences, занимающейся организацией триальных мастер-клаасов и промо-ивентов.

## Результаты выступлений в Чемпионате мира по мототриалу
| Год  | Мотоцикл          | 1      | 2      | 3      | 4      | 5     | 6     | 7      | 8      | 9      | 10     | 11    | 12     | Место | Очки |
| ---- | ----------------- | ------ | ------ | ------ | ------ | ----- | ----- | ------ | ------ | ------ | ------ | ----- | ------ | ----- | ---- |
| 1977 | Bultaco           | IRL    | GBR 39 | BEL 5  | ESP 3  | FRA 5 | GER 2 | USA 12 | CAN 7  | SWE 8  | FIN 6  | CZE 8 | SUI 7  | 7     | 53   |
| 1978 | Bultaco           | IRL 9  | GBR 8  | BEL 15 | FRA 1  | ESP 1 | GER 2 | USA 1  | ITA 1  | AUT 2  | FIN 3  | SWE 6 | CZE 2  | 3     | 116  |
| 1979 | Bultaco           | IRL    | GBR 7  | BEL 6  | NED 4  | ESP 1 | FRA 2 | CAN 3  | USA 1  | ITA 2  | SWE 1  | FIN 7 | CZE 1  | 1     | 115  |
| 1980 | Bultaco / Italjet | IRL 4  | GBR 8  | BEL 5  | ESP 1  | AUT 7 | FRA 1 | SUI    | GER 11 | ITA 1  | FIN 1  | SWE 1 | CZE 1  | 2     | 111  |
| 1981 | Italjet           | ESP 3  | BEL 9  | IRL 26 | GBR 15 | FRA 4 | ITA 3 | AUT 6  | USA 8  | FIN 5  | SWE 2  | CZE 3 | GER 13 | 6     | 66   |
| 1982 | SWM               | ESP 2  | BEL 2  | GBR 1  | ITA 2  | FRA 3 | GER 2 | AUT 3  | CAN 1  | USA 3  | FIN 10 | SWE 4 | POL 2  | 2     | 127  |
| 1983 | SWM               | ESP 1  | BEL 4  | GBR 3  | IRL 2  | USA 6 | FRA 2 | AUT 2  | ITA 4  | SUI 3  | FIN 5  | SWE 1 | GER 3  | 2     | 123  |
| 1984 | Italjet           | ESP 3  | BEL 8  | GBR 1  | IRL 4  | FRA 4 | GER 1 | USA 10 | CAN 6  | AUT 6  | ITA 5  | FIN 4 | SWE 4  | 3     | 152  |
| 1985 | Yamaha            | ESP 33 | BEL    | GBR    | IRL    | FRA   | USA   | AUT    | POL    | FIN    | SWE    | SUI   | GER    | -     | 0    |
| 1986 | Yamaha            | BEL 16 | GBR 8  | IRL 11 | ESP 8  | FRA 9 | USA 8 | CAN 12 | GER 9  | AUT 11 | ITA 12 | SWE 5 | FIN 8  | 7     | 75   |
| 1987 | Fantic            | ESP 8  | BEL    | GBR    | IRL    | GER   | FRA   | USA 13 | AUT    | ITA    | CZE    | SUI   | SWE    | 20    | 11   |